# 10838 Lebon
10838 Lebon eller 1994 EH7 är en asteroid i huvudbältet som upptäcktes den 9 mars 1994 av den belgiske astronomen Eric W. Elst vid CERGA-observatoriet. Den är uppkallad efter fransmannen Gustave Le Bon.
Asteroiden har en diameter på ungefär 6 kilometer och den tillhör asteroidgruppen Eunomia.